# Der Herr der Liebe
Der Herr der Liebe er en tysk stumfilm fra 1919 af Fritz Lang.

## Medvirkende
- Carl de Vogt som Vasile Disecu
- Gilda Langer som Yvette
- Erika Unruh som Stefana
- Max Narlinski som Lazar
- Sadjah Gezza som Suzette